# Culeolus herdmani
Culeolus herdmani är en sjöpungsart som beskrevs av Sluiter 1904. Culeolus herdmani ingår i släktet Culeolus och familjen lädermantlade sjöpungar. Inga underarter finns listade i Catalogue of Life.